# واتربوری.(ورمونت)
واتربری شهری در شهرستان واشنگتن در مرکز ورمونت، ایالات متحده است. اگرچه این شهر هنوز محل منطقه تاریخی روستای واتربوری است، روستایی که نام شهر را به اشتراک می‌گذارد، در سال ۲۰۱۸ رسماً به عنوان یک شهرداری منحل شد. در سرشماری ۲۰۲۰، جمعیت ۵٬۳۳۱ نفر بود.